# Маунт Морис (Њујорк)
Маунт Морис (енгл. Mount Morris) град је у америчкој савезној држави Њујорк.

## Демографија
По попису из 2010. године број становника је 2.986, што је 280 (-8,6%) становника мање него 2000. године.
| Група             | 2000.         | 2010.         |
| Белци             | 2.978 (91,2%) | 2.581 (86,4%) |
| Афроамериканци    | 37 (1,1%)     | 62 (2,1%)     |
| Азијати           | 22 (0,7%)     | 19 (0,6%)     |
| Хиспаноамериканци | 189 (5,8%)    | 278 (9,3%)    |
| Укупно            | 3.266         | 2.986         |